# Max-Léo Gérard
Pour les articles homonymes, voir Gérard.
Max-Léo Gérard (Liège, 24 avril 1879 - Uccle, 26 novembre 1955) est un ingénieur,  homme politique libéral et ministre des Finances belge.

## Biographie
Henri Léo Max Gérard, né à Liège le 24 avril 1879, est le fils de Léon Gérard, industriel, bourgmestre de Liège et député libéral et de Laure Defontaine. Il épouse en 1908 Suzanne Cauderlier qui lui donne trois filles. 
Il fait des études secondaires à l'Athénée de Liège puis obtient, en 1902, un diplôme d'ingénieur civil des mines. De 1905 à 1917, il est employé comme ingénieur auprès du Crédit Général Liégeois.
Durant la Première Guerre mondiale, Max-Léo Gérard passe en en Hollande et est appelé en 1917 par le gouvernement belge au Havre comme directeur de l'Office des questions financières par le ministre libéral des Affaires économiques Paul Hymans. Après la guerre en 1919, il est nommé secrétaire du roi Albert Ier en raison de ses qualités dans le domaine financier, fonction qu'il exerce jusqu'en 1924.
En 1919, il est également membre de la Commission monétaire, après quoi il devient directeur politique du journal L'Indépendance belge. Par la suite, il est nommé de 1926 à 1935 représentant et membre du gouvernement belge du Fonds d'amortissement de la dette publique.
Expert financier, il se voit confier par la Société des Nations le poste de rapporteur général de la Commission d'inventaire des biens d'État de 1929 à 1930. À ce titre, il est amené à effectuer une importante mission en Extrême-Orient sur la question de l'opium. 
De 1935 à 1936, il est nommé ministre des Finances dans le Gouvernement Van Zeeland I. Il est également ministre des Finances pendant une courte période de mai à décembre 1938 dans le gouvernement Spaak I. Il en démissionne car ne pouvant obtenir les pouvoirs spéciaux nécessaires pour faire passer un train de mesures d'économie. Il devient ensuite président de la Banque de Bruxelles de 1939 à 1952.
Par ailleurs, il a été président de la Société d'économie politique de 1927 à 1933, président de l'Institut belge et international des finances publiques, président de la Banque belge d'Afrique et président de l'Association belge des banques de 1949 à 1955.

## Distinctions
- Grand officier de l'ordre de la Couronne en 1936 (Belgique).
- Grand-croix de l'ordre de Léopold II (Belgique).